# James Joseph Kingstone
James Joseph Kingstone (1892-1966), est un général de brigade honoraire (le 15 novembre 1945) britannique.

## Biographie
James Joseph Kingstone est diplômé de l'Académie militaire royale de Sandhurst. Il est nommé sous-lieutenant de cavalerie au 2nd Dragoon Guards (The Queen's Bays) [1685-1959] le 4 septembre 1912.
Pendant la Première Guerre mondiale, lieutenant à titre temporaire, il reçoit la Military Cross le 14 janvier 1916 puis, capitaine, le Distinguished Service Order le 3 juin 1919.
Il est promu commandant en 1929, lieutenant-colonel en 1932 puis colonel le 4 mars 1936.
Pendant la Seconde Guerre mondiale il combat au Proche-Orient puis en Europe.
En 1941, à la tête de la 1ère Brigade de cavalerie, intégrée à la Iraqforce, à la guerre anglo-irakienne puis participe à la campagne de Syrie. Général de brigade à titre temporaire, Kingstone reçoit une citation (Mentioned in Despatch) le 1er avril 1941 et une barrette au DSO le 19 août.
À la tête de la colonne volante Kingcol, forte de 2 000 hommes et de 500 véhicules, formée d’éléments de la Habforce (le 1er Régiment de cavalerie de la Garde au complet, les 400 hommes du régiment de l'Essex, la 237e batterie d’artillerie, une section antichar, une section de sapeurs) et 250 hommes du Régiment mécanisé de la Légion arabe sous les ordres du célèbre Glubb Pacha, il pénètre en Irak le 12 mai 1941 puis en Syrie le 21 juin.
Il est de nouveau cité le 22 mars 1945 et nommé Commandeur de l’Ordre de l'Empire britannique (CBE) le 29 mars au titre de la campagne d'Europe de 1944-1945.
Le général Kingstone est colonel commandant du 2th Dragoon Guards (The Queen's Bays) de 1945 à 1954. Ce régiment a été amalgamé en 1959 avec le 1st King's Dragoon Guards pour constituer le 1st The Queen's Dragoon Guards.

## Sources
- (en) David Smiley, Irregular regular, 1994, éditions Michael Russell, 1994, 218 p. (ISBN 978-0-85955-202-8 et 0-85955-202-0)Traduit en français en 2008 sous le titre Au cœur de l'action clandestine, des commandos au MI6 (L'Esprit du Livre Éditions). Les mémoires d'un officier des Royal Horse Guards qui a servi en 1941 sous les ordres du général Kingstone. Par la suite il opère au sein du SOE en Albanie en 1943-44 puis du SOE en Asie du Sud-Est et enfin du MI6 après guerre (Pologne, Albanie, Oman, Yémen).
- article de Wikipedia en anglais consacré au général James Joseph Kingstone
- (en) La liste de ses commandements pendant la guerre 1939-45
- (en) The Household cavalry at war : First Household Cavalry Regiment par le colonel Everard Humphrey Wyndham (1888-1970, MC), Gale & Polden Ltd, Aldershot, 1952. Pour connaître en détail les campagnes du 1er Régiment de cavalerie de la Garde durant la Seconde guerre mondiale/ Écrit par un ancien chef de corps des Life Guards de juin 1933 à avril 1937. Nombreuses photographies.
- (en) Site consacré à la campagne d'Irak
- (en) Site consacré aux campagnes militaires de la Légion arabe
- (en) Site du régiment des 1st The Queen's Dragoon Guards
- (en) La London Gazette, le Journal Officiel britannique pour les nominations, promotions et décorations.
- (en) London Gazette du 02/07/1946; Rapport du général Archibald Wavell sur les opérations en Irak et en Syrie du 7 février au 15 juillet 1941, pages 3438 et suivantes